# 桐朋幼稚園
桐朋幼稚園（とうほうようちえん）は、東京都調布市若葉町にある私立幼稚園である。

## 沿革
- 1940年（昭和15年） - 山下汽船株式会社社長山下亀三郎からの献金をもとに、山下育英会を組織。
- 1941年（昭和16年） - 山水高等女学校、山水中学校開校。
- 1947年（昭和22年） - 山水育英会から財団法人桐朋学園が誕生。東京文理科大学・東京高等師範学校（東京教育大学を経た、現在の筑波大学）と深い関係を持つ（校名の「桐」は、筑波大学の校章である桐紋に由来する）。山水高等女学校を桐朋高等女学校と改称。桐朋第二中学校を併設。
- 1948年（昭和23年） - 桐朋第二中学校を桐朋女子中学校と改称。桐朋女子中学校・高等学校併設。
- 1951年（昭和26年） - 学校法人桐朋学園に改組。
- 1955年（昭和30年） - 幼小中高一貫教育を行うため普通科に幼稚園、小学校を併設する。

## 卒園生
- 四宮信隆 - 駐ポルトガル大使

## 桐朋学園の構成
男子部
- 桐朋学園小学校 ※男女共学
- 桐朋中学校・高等学校

女子部
- 桐朋幼稚園 ※男女共学
- 桐朋小学校 ※男女共学
- 桐朋女子中学校・高等学校（普通科）
- 桐朋学園芸術短期大学 ※男女共学

音楽部
- 子供のための音楽教室
- 桐朋女子高等学校（音楽科）※男女共学
- 桐朋学園大学
- 桐朋学園大学院大学（富山市）
- 桐朋オーケストラ・アカデミー（富山市）